# Stefano Gozzo
Stefano Gozzo (Padova, 24 ottobre 1994) è un pallavolista italiano, schiacciatore del CUS Cagliari.

## Carriera

### Club
La carriera di Stefano Gozzo inizia nel 2010 quando entra a far parte del Padova, giocando nelle giovanili: viene promosso in prima squadra a partire dalla stagione 2013-14, disputando la Serie A2, vincendo la Coppa Italia di categoria e ottenendo la promozione in Superlega, divisione dove milita nell'annata successiva, vestendo la maglia della stessa società.
Nella stagione 2015-16 gioca ancora a Padova ma nella Valsugana, in Serie B1, mentre per l'annata 2016-17 è al Motta, in Serie B. Per il campionato 2017-18 ritorna alla Pallavolo Padova, in Superlega, mentre nella stagione successiva difende i colori del Potentino di Potenza Picena, in Serie A2.
Per il campionato 2019-20 si accasa all'AVS di Bolzano, in Serie A3, categoria dove milita anche la stagione successiva con i brianzoli del Diavoli Rosa. 
Sempre in A3, viene ingaggiato per l'annata 2021-22 dalla Virtus Fano con cui rimane legato per un biennio, per la stagione successiva dalla Folgore Massa e quindi nel 2024-25 dal neopromosso CUS Cagliari.

## Palmarès

### Club
- Coppa Italia di Serie A2: 1

2013-14